# Милан Петровић (професор)
Милан Петровић (Чаково, 1. септембар 1879 — Београд, 27. јул 1952) био је професор Српске православне велике гимназије у Новом Саду и председник Матице српске.

## Биографија
Основну школу завршио је у родном месту, а гимназију у Новом Саду. У Будимпешти уписује студије медицине, од којих брзо одустаје и прелази на Филозофски факултет, где је и стекао докторат из филологије. Као студент био је питомац Текелијанума и активан у Колу младих Срба у Будимпешти.
У новосадској Српској гимназији је са прекидима радио од 1906. до 1925. године. Предавао је латински, старогрчки, немачки и српски језик, математику и историју.
Током каријере био просветни инспектор, начелник Просветног одељења Банске управе, шеф Просветног одсека Градског народног одбора Новог Сада, повереник за социјално старање Главног извршног одбора Војводине и управник Српског учитељског конвикта.
Био је и члан и секретар Српског народног одбора, тела чија је сврха била припрема Војводине за отцепљење од Аустроугарске и присаједињење Краљевини Србији.
Члан Матице српске постао је уочи Првог светског рата. У међуратном периоду биран је за члана Управног одбора и Књижевног одељења. Након Другог светског рата изабран је за потпредседника Матице. Када се, крајем 1946. године, Васа Стајић повукао са функције председника Петровић је дошао на његово место, и ту дужност је обављао до своје смрти.
Активно је учествовао у организацији прославе стогодишњице Матице српске, и том приликом је одликован орденом Светог Саве II реда (1927).
Са супругом Емилијом имао ћерку Иванку.
Сахрањен је на Успенском гробљу у Новом Саду.